# سفارة فرنسا في كولومبيا
سفارة فرنسا في كولومبيا هي أرفع تمثيل دبلوماسي لدولة فرنسا لدى كولومبيا. تقع السفارة في بوغوتا وهي تهدف لتعزيز المصالح الفرنسية في كولومبيا.

## وصلات خارجية
- الموقع الرسمي
- قائمة سفارات فرنسا
- قائمة السفارات في كولومبيا